# Institución financiera de importancia sistémica
Una institución financiera de importancia sistémica (SIFI, por sus siglas en inglés) es un banco, compañía de seguros u otra institución financiera cuya quiebra podría desatar una crisis financiera. Se les conoce coloquialmente como “too big to fail.”
A medida que se desencadenaba la crisis financiera de 2007-2008, la comunidad internacional se movilizó para proteger el sistema financiero mundial evitando la quiebra de las SIFIs o, en dado caso de que alguna quebrara, limitando los efectos adversos de su fracaso.En noviembre de 2011, el Consejo de Estabilidad Financiera (CEF) publicó una lista de instituciones financieras de importancia sistémica mundial (G-SIFIs).
En noviembre de 2010, el Comité de Basilea (CSBB) presentó las nuevas directrices (conocidas como Basilea lll) también dirigidas específicamente a las SIFIs. El enfoque de las directrices de Basilea lll es aumentar los requisitos de capital bancario e implementar los recargos de capital para las G-SIFIs. Sin embargo, algunos economistas advirtieron en 2012 que el aumento de rigor sobre la regulación de capital de Basilea lll, basada principalmente en activos por riesgo ponderados, podría afectar negativamente a la estabilidad del sistema financiero.
El CEF y el CSBB son únicamente entidades de investigación y desarrollo de políticas que no establecen directamente leyes, regulaciones o normas para ninguna institución financiera, sino que se limitan a actuar en calidad de asesores u orientadores cuando se trata de instituciones que no forman parte de las G-SIFIs. Corresponde a los legisladores y reguladores específicos de cada país implementar las partes de las recomendaciones que consideren apropiadas para sus propios bancos de importancia sistémica nacional (D-SIBs) o SIFIs nacionales (N-SIFIs). Los reguladores financieros internos de cada país determinan por su parte lo que constituye una SIFI. Una vez que estos reguladores toman esa determinación, pueden establecer leyes, regulaciones y normas específicas que se aplicarían a dichas entidades.
Prácticamente, cada SIFI opera al más alto nivel como una sociedad holding compuesta por numerosas filiales; no es inusual que las filiales cifren los cientos.  A pesar de que la sede de la sociedad holding está situada en el país de origen, donde está sujeta, a ese nivel, al regulador nacional, las filiales pueden estar organizadas y operando en varios países diferentes. Por lo tanto, cada filial está sujeta a la potencial regulación de cada país en el que opera.
No existe un regulador mundial, tampoco existe ni la insolvencia, ni la bancarrota mundial, o la exigencia legal de un rescate mundial. Cada entidad jurídica es tratada por separado y es responsable, en teoría, de impedir que una crisis financiera empiece en su país y termine cruzando fronteras. La perspectiva de un país en cuanto a lo que es una SIFI puede ser diferente de cuando se intenta determinar qué entidades son significativas globalmente. Por este motivo, en 2011, el CEF contrató a Mark Carney para redactar el informe que acuñó el término G-SIFI.

## Definición
Para noviembre de 2011, cuando el CEF publicó el documento sobre G-SIFI,aún no se había establecido una definición estándar de N-SIFI;sin embargo, el CSBB identificó los factores de evaluación para determinar si una institución financiera es sistemáticamente importante: su tamaño, su complejidad, su interconexión, la falta de sustitutos fácilmente disponibles para la infraestructura del mercado financiero que proporciona y su actividad mundial (interjurisdiccional). En algunos casos, las evaluaciones de expertos, independientes de los indicadores, podrán colocar o retirar a una institución de la categoría N-SIFI.

## Bancos
Los bancos de importancia sistémica mundial se determinan con base en cuatro criterios principales: (a) tamaño, (b) actividad interjurisdiccional, (c) complejidad, y (d) sustituibilidad.  
El Consejo de Estabilidad Financiera (CEF) publica la lista de G-SIBs anualmente. Los G-SIB deben mantener un nivel de capital más elevado (suplemento de capital) en comparación con otros bancos. 
En noviembre de 2023, el CEF actualizó la lista de G-SIBs, incluyendo los siguientes 29 bancos principales (o grupos bancarios; 11 en Europa, 8 en Estados Unidos, 5 en China, 3 en Japón y 2 en Canadá ):
- Agricultural Bank of China
- Bank of America
- Bank of China
- Bank of Communications
- The Bank of New York Mellon
- Barclays
- BNP Paribas
- China Construction Bank
- Citigroup Inc.
- Deutsche Bank AG
- Goldman Sachs
- Groupe BPCE
- Groupe Crédit Agricole
- HSBC Holdings plc
- Industrial and Commercial Bank of China Limited
- ING Group
- JPMorgan Chase
- Mitsubishi UFJ Financial Group, Inc
- Mizuho Financial Group, Inc.
- Morgan Stanley
- Royal Bank of Canada
- Banco Santander, S.A.
- Société Générale S.A.
- Standard Chartered plc
- State Street
- Sumitomo Mitsui Banking Corporation Group
- Toronto-Dominion Bank
- UBS Group AG
- Wells Fargo

Los siguientes 9 bancos fueron eliminados como consecuencia de la disminución de su importancia sistémica mundial: 
- Banco Bilbao Vizcaya Argentaria, S.A.
- Commerzbank AG
- Credit Suisse Group AG
- Dexia N.V./S.A. (en proceso de resolución)
- Lloyds Banking Group plc
- NatWest Group
- Nordea Bank Abp
- Royal Bank of Scotland
- UniCredit S.p.A.[6]

### Asia
Los bancos japoneses considerados de importancia sistémica son sometidos a pruebas de resistencia por el Fondo Monetario Internacional (FMI). Los bancos chinos, en su mayoría estatales, son sometidos a pruebas de resistencia por la autoridad bancaria nacional.

### Estados Unidos

#### Prueba de resistencia
En Estados Unidos, los bancos más grandes son regulados por la Reserva Federal (FRB) y la Oficina del Contralor de Moneda (OCC). Estos reguladores establecen los criterios de selección, crean escenarios hipotéticos adversos y supervisan las pruebas anuales. Los 19 bancos operando en Estados Unidos (a nivel superior) se han sometido a estas pruebas desde 2009. Los bancos que demuestran dificultades en las pruebas de resistencia son obligados a posponer la compra de acciones, reducir los planes de dividendos, y si es necesario, obtener financiamiento de capital adicional.

#### Requisitos de capital de los G-SIB
En diciembre de 2014, el Sistema de Reserva Federal publicó la propuesta esperada para imponer requisitos de capital adicionales sobre los bancos de importancia sistémica mundial (G-SIB) de Estados Unidos.La propuesta busca implementar tanto el marco de recargo de capital del Comité de Basilea (CSBB) para los G-SIB, finalizado en 2011, como cambios en la metodología del cálculo del CSBB, lo que resulta en recargos significativamente más altos para los G-SIB estadounidenses en comparación con sus homólogos mundiales. La propuesta no se ha concretado, y los principales expertos, como PwC, creen que finalizará en 2015.
La propuesta, que los expertos del sector esperan que esté concretada en 2015, exige que los G-SIB estadounidenses mantengan un capital adicional (Common Equity Tier 1 (CET1) como porcentaje de los activos ponderados por riesgo (RWA)) igual al mayor de los importes calculados según dos métodos. El primer método es coherente con el marco del CSBB y calcula la cantidad de capital adicional que debe mantenerse en función del tamaño, interconexión, actividad interjurisdiccional, sustituibilidad y complejidad del G-SIB. El segundo método se presenta en la propuesta de EE. UU. y utiliza datos similares, pero sustituye el elemento de sustituibilidad por una medida basada en la dependencia de un G-SIB de la financiación mayorista a corto plazo (STWF).

### Regulación del capital bancario basada en el mercado ERN
Las pruebas de resistencia tienen una eficacia limitada en la gestión de riesgos. Dexia superó las pruebas de resistencia europeas en 2011; dos meses más tarde solicitó una garantía de rescate de 90,000 millones de euros (Goldfield, 2013). Goldfield, ex socio principal de Goldman Sachs, y los profesores de Economía Jeremy Bulow, de Stanford, y Paul Klemperer, de Oxford, sostienen que todos los bancos calificados como SIFI deberían utilizar Equity Recourse Notes’ (ERN), similares en cierto modo a la deuda convertible contingente (CoCos), para sustituir a la deuda no garantizada existente sin depósito.
Los ERNs serían bonos a largo plazo con la característica de que cualquier interés o principal a pagar en una fecha en la que el precio de las acciones sea inferior a un precio preestablecido se pagaría en acciones al precio preestablecido.
A través de las ERNs, los bancos en dificultades tendrían acceso al capital que necesitan debido a que los inversionistas interesados comprarían este tipo de acciones, similar a cómo se agrupan las acciones de hipotecas subprime. En este caso, el mercado es quien asume los riesgos, no el público. La banca puede ser procíclica al contribuir a los periodos de auge y recesión, mientras que los bancos en dificultades se vuelven reacios a conceder préstamos, ya que a menudo no pueden recaudar el capital a través de nuevos inversionistas. Goldfield et al, afirman que los ERNs ofrecerían un “contrapeso contra la prociclicidad”.

#### Planes de resolución de crisis
La Ley Dodd–Frank de Reforma de Wall Street y Protección al Consumidor exige que las sociedades tenedoras de bancos con un total de activos consolidados de 50 mil millones de dólares o más, así como las compañías financieras no bancarias designadas por el Consejo de Supervisión de Estabilidad Financiera para supervisión por parte del Sistema de la reserva federal (FRB por sus siglas en inglés), presenten planes de resolución anualmente al Sistema de la reserva Federal (FRB) y a la Corporación Federal de Seguro de Depósitos (FDIC, por sus siglas en inglés). Cada plan, conocido como testamento vital, debe describir las estrategias de las empresas para obtener soluciones rápidas y ordenadas bajo la Ley de Quiebras en caso de que experimente una situación de estrés financiero o quiebre.
A partir de 2014, las empresas de categoría 2 estarán obligadas a presentar planes de resolución, mientras que las empresas de categoría 1 presentarán sus terceros planes de resolución.
El requisito para el plan de resolución de crisis bajo la Sección 165(d) de la Ley Dodd-Frank se suma a la exigencia de la FDIC de un plan separado para instituciones de depósito aseguradas cubiertas (CIDI por sus siglas en inglés) aplicable a las CIDIs de grandes sociedades tenedoras de bancos. La FDIC exige un plan de resolución CIDI independiente para las instituciones de depósito aseguradas en Estados Unidos con activos de 50 mil millones de dólares o más.
La mayoría de las sociedades tenedoras de bancos (BHCs) más grandes y complejas están sujetas a ambas normativas, lo que les obliga a presentar un plan de resolución de crisis 165(d) para la BHC que incluya sus actividades principales y sus filiales más significativas, es decir, entidades materiales, así como uno o más planes CIDI según el número de subsidiarias bancarias en Estados Unidos que superen el umbral de activos de 50 mil millones de dólares. Al igual que las suposiciones establecidas para los planes de resolución de crisis, la FDIC publicó recientemente algunas que deben adoptarse en los planes CIDI, incluyendo la suposición en que la CIDI fracasara.

##### Contratos financieros calificados
Cuando una empresa pasa por una etapa de insolvencia (ya sea mediante quiebra o intervención de la FDIC), se activa una suspensión automática que generalmente prohíbe a los acreedores y contrapartes dar por terminado, compensar con garantías colaterales o tomar cualquier otra acción mitigadora respecto a sus contratos pendientes con la empresa insolvente. Bajo la ley de EE. UU., las contrapartes de contratos financieros calificados (QFCs por sus siglas en inglés) están exentas de esta suspensión y, por lo general, pueden comenzar a ejercer sus derechos contractuales tras el cierre de las operaciones del día siguiente. En caso de una suspensión de pagos, la FDIC debe decidir dentro de este plazo si transfiere el QFC a otra institución, si lo retiene, si permite a la contraparte rescindirlo o repudiar el QFC y pagar a la contraparte.
En enero de 2015, el Secretario del Tesoro de los EE. UU. emitió una iniciativa de ley (NPR por sus siglas en inglés) que establecería nuevos requisitos de mantenimiento de registros para los QFC. La NPR exige que las instituciones financieras de importancia sistémica en EE. UU. y ciertas de sus filiales mantengan de manera electrónica información específica sobre sus posiciones en QFC y puedan proporcionar esta información a los reguladores en un plazo de 24 horas si se les solicita. La NPR tiene como objetivo ayudar a la FDIC en la toma de decisiones al proporcionar información detallada sobre los QFCs de una empresa en quiebra, considerando los poderes ampliados de la FDIC bajo la Autoridad de Liquidación Ordenada (OLA) de la Ley Dodd–Frank.

## Instituciones financieras no bancarias
El concepto de institución financiera de importancia sistémica en los EE. UU. va mucho más allá de los bancos tradicionales y a menudo se incluye bajo el término de institución financiera no bancaria, la cual incluye grandes fondos de cobertura y operadores, grandes compañías de seguros y diversas infraestructuras financieras de mercado de importancia sistémica. Para antecedentes históricos, consulte los Argumentos a favor de un regulador de riesgo sistémico.
En cuanto a las entidades que serán designadas, la Ley Dodd-Frank de 2010 incluye lo siguiente en el Título I: Estabilidad Financiera, subtítulo A) Consejo de Supervisión de Estabilidad Financiera, sección 113. Consideraciones de la autoridad para requerir supervisión y regulación de ciertas compañías financieras no bancarias (2):
- El nivel de apalancamiento financiero.
- El alcance y la naturaleza de las exposiciones fuera de balance de la empresa.
- El alcance y la naturaleza de las transacciones y relaciones de la empresa con otras sociedades financieras no bancarias significativas y grandes sociedades tenedoras de bancos.
- La importancia de la empresa como fuente de crédito para hogares, empresas y gobiernos estatales y locales, así como como fuente de liquidez para el sistema financiero de los Estados Unidos.
- La importancia de la empresa como fuente de crédito para las comunidades de escasos recursos, minorías o comunidades desatendidas; al igual que el impacto que tendría la quiebra de dicha empresa en la disponibilidad de créditos en dichas comunidades.
- El grado en que los activos son administrados en lugar de ser propiedad de la empresa y la dispersión de la propiedad de los activos bajo administración.
- La naturaleza, el alcance, el tamaño, la escala, la concentración, la interconexión y la combinación de las actividades de la empresa.
- El grado en que la empresa ya está regulada por 1 o más agencias primarias de regulación financiera.
- La cantidad y naturaleza de los activos financieros de la empresa.
- La cantidad y tipos de pasivos de la empresa, incluyendo el grado de dependencia en el financiamiento a corto plazo.
- Cualquier otro factor de riesgo que el Consejo considere adecuado.

Más tarde, el FSOC emitió una aclaración bajo Regla Final sobre la Autoridad para Designar Infraestructuras del Mercado Financiero como Sistémicamente Importantes que incluye el siguiente esquema que reorganiza los requisitos legales mencionados en un marco analítico de seis categorías del FSOC:
- Tamaño.
- Interconexión.
- Falta de sustitutos.
- Apalancamiento financiero.
- Riesgo de liquidez y desajuste de vencimientos.
- Comité de Control Reglamentario.

| Consideraciones legales: | Categoría o categorías correspondientes según el marco analítico del FSOC:                                            |
| (A) El nivel de apalancamiento de la empresa. | Apalancamiento financiero                                                                                             |
| (B) El alcance y la naturaleza de las exposiciones fuera de balance de la empresa. | Tamaño e interconexión                                                                                                |
| (C) El alcance y la naturaleza de las transacciones y relaciones de la empresa con otras compañías financieras no bancarias significativas y grandes sociedades tenedoras de bancos.                                                         | Interconexión |
| (D) La importancia de la empresa como fuente de crédito para hogares, negocios y gobiernos estatales y locales, así como fuente de liquidez para el sistema financiero de EE. UU.                                                            | Tamaño y sustituibilidad                                                                                              |
| (E) La importancia de la empresa como fuente de crédito para las comunidades de escasos recursos, minoritarias o comunidades desatendidas, así como el impacto que tendría su quiebra en la disponibilidad de crédito en dichas comunidades. | Sustituibilidad |
| (F) El grado en que los activos son administrados en lugar de ser propiedad de la empresa y la dispersión de la propiedad de los activos bajo administración.                                                                                | Tamaño, interconexión y sustituibilidad                                                                               |
| (G) La naturaleza, alcance, tamaño, escala, concentración, interconexión y combinación de actividades de la empresa. | Tamaño, interconexión y sustituibilidad                                                                               |
| (H) El grado en que la empresa ya está regulada por 1 o más agencias primarias de regulación financiera. | Supervisión regulatoria existente                                                                                     |
| (I) El importe y la naturaleza de los activos financieros de la empresa. | Tamaño e interconexión                                                                                                |
| (J) El importe y los tipos de pasivos de la empresa, incluido el grado de dependencia de la financiación a corto plazo. | Riesgo de liquidez y descalce de vencimientos, tamaño e interconexión                                                 |
| (K) Cualquier otro factor relacionado con el riesgo que el Consejo considere apropiado. | Categorías apropiadas o categorías basadas en función de la naturaleza del factor adicional relacionado con el riesgo |

A continuación, se presentan citas de la norma final del FSOC relativas a cada elemento del marco de seis factores.
1. Interconexión: La interconexión capta los vínculos directos o indirectos entre las empresas financieras que pueden ser conductos para la transmisión de los efectos resultantes de las dificultades o actividades financieras importantes de una empresa financiera no bancaria.
2. Sustituibilidad: La sustituibilidad refleja en qué medida otras empresas podrían prestar servicios financieros en el momento oportuno a un precio y en una cantidad similares si una empresa financiera no bancaria se retirara de un mercado concreto. La sustituibilidad también refleja las situaciones en las que una empresa financiera no bancaria es el proveedor principal o dominante de servicios en un mercado que el Consejo considera esencial para la estabilidad financiera de Estados Unidos.
3. Tamaño: El tamaño refleja la cantidad de servicios o de intermediación que presta una empresa financiera no bancaria; así mismo, puede causar que los efectos de las dificultades de una empresa financiera no bancaria se propaguen a otras empresas y al sistema financiero.
4. Apalancamiento financiero: El apalancamiento financiero refleja la exposición o el riesgo de una empresa en relación con su capital social, amplifica el riesgo de dificultades financieras de una empresa de dos maneras. 
  - En primer lugar, al aumentar la exposición de una empresa en relación con su capital, el apalancamiento financiero aumenta la verosimilitud de que una empresa sufra pérdidas superiores a su capital.
  - En segundo lugar, al aumentar el tamaño de los pasivos de una empresa; el apalancamiento financiero aumenta la dependencia de una empresa de la voluntad y la capacidad de sus acreedores para financiar su balance.  Asimismo, puede amplificar el impacto de las dificultades de una empresa en otras, tanto directa como indirectamente, ya sea aumentando el grado de exposición de otras empresas a la misma o el tamaño de cualquier liquidación de activos que la empresa se vea obligada a realizar al verse sometida a presiones financieras. El apalancamiento financiero puede medirse por la relación entre activos y capital, pero también puede definirse en términos de riesgo, como una medida del riesgo económico en relación con el capital. Esta última medición puede captar mejor el efecto de los derivados y otros productos con apalancamiento financiero implícito sobre el riesgo asumido por una empresa financiera no bancaria.
5. Riesgo de liquidez y descalce de vencimientos: El riesgo de liquidez se refiere generalmente al riesgo de que una empresa no disponga de financiación suficiente para satisfacer sus necesidades a corto plazo, ya sea a través de sus flujos de tesorería, de activos que vencen o de activos vendibles a precios equivalentes a su valor contable, o a través de su capacidad para acceder a los mercados de financiación. Por ejemplo, si una empresa posee activos que carecen de liquidez o que están sujetos a disminuciones significativas de su valor de mercado en momentos de tensión en el mercado, la empresa puede ser incapaz de liquidar sus activos de manera eficaz en respuesta a una pérdida de financiación. Con el fin de evaluar la liquidez, el Consejo puede examinar los activos de una empresa financiera no bancaria para determinar si posee instrumentos de tesorería o valores fácilmente negociables de los que quepa esperar razonablemente que tengan un mercado líquido en momentos de dificultades.   El Consejo también puede revisar el perfil de endeudamiento de una empresa financiera no bancaria para determinar si dispone de financiación adecuada a largo plazo o si puede mitigar de otro modo el riesgo de liquidez. Dichos problemas de liquidez también pueden surgir de la incapacidad de una empresa para refinanciar la deuda que vence o para satisfacer las peticiones de márgenes, y de las demandas de garantías adicionales, retiradas de depositantes, disposiciones de líneas comprometidas y otras posibles disposiciones de liquidez. Un descalce de vencimientos se refiere generalmente a la diferencia entre los vencimientos de los activos y pasivos de una empresa. Este afecta a la capacidad de una empresa para sobrevivir a un periodo de tensión que pueda limitar su acceso a la financiación y para soportar perturbaciones en la curva de rendimientos. Por ejemplo, si una empresa depende de la financiación a corto plazo para posiciones a más largo plazo, estará sujeta a un riesgo de reembolso significativo que puede obligarla a vender activos a precios de mercado bajos o sufrir potencialmente una presión significativa sobre los márgenes. Sin embargo, los descalces de vencimientos no se limitan al uso de pasivos a corto plazo y pueden existir en cualquier punto del calendario de vencimientos de los activos y pasivos de una empresa financiera no bancaria.
6. Comité de Control Reglamentario: El Consejo considerará en qué medida las empresas financieras no bancarias están ya sujetas a regulación, incluida la coherencia de ésta entre las empresas financieras no bancarias de un mismo sector, de distintos sectores y que prestan servicios similares, así como la autoridad estatutaria de dichos reguladores.

### Aseguradoras de importancia sistémica mundial
- Allianz
- AIG
- Aegon
- Aviva
- Axa
- MetLife
- Ping An
- Prudential

Aegon Seguros reemplazó a Assicurazioni Generali en la lista en noviembre de 2015.
El CEF tiene previsto ampliar la lista anterior para incluir también el estatus de G-SII para las mayores reaseguradoras del mundo, a la espera de un mayor desarrollo de la metodología de evaluación de G-SII, que será finalizada por la IAIS en noviembre de 2015. La metodología revisada de evaluación de las G-SII se aplicará a partir de 2016.
En octubre de 2014, la IAIS publicó la primera norma mundial de capital de seguros titulada Requisitos Básicos de Capital (BCR), que se aplicará a todas las actividades del grupo (incluidas las actividades no aseguradoras) de las G-SII, como base para los requisitos de mayor absorción de pérdidas (HLA). En el 2015, el ratio BCR se comunicará de forma confidencial a los supervisores de todo el grupo y se compartirá con la IAIS a efectos de perfeccionar el BCR según sea necesario. La IAIS trabaja actualmente en el desarrollo de la metodología para la introducción de los requisitos HLA, que se publicará a finales de 2015 y se aplicará a partir de enero de 2019 a las G-SII identificadas en noviembre de 2017.  
A partir de enero de 2019, todas las G-SII deberán mantener un capital no inferior al BCR más el HLA. Someter a las aseguradoras a una supervisión reforzada no depende del FSB/IAIS, sino de cada jurisdicción.
Cuando MetLife, la aseguradora de vida más grande de los Estados Unidos, fue designada como una institución de importancia sistémica a fines de 2014 por el Consejo de Supervisión de la Estabilidad Financiera (CESF), que había sido establecido por la Ley Dodd-Frank, impugnaron la designación como “arbitraria y caprichosa” en un tribunal federal y ganaron. 
En abril de 2016, cuando la jueza Rosemary Collyer falló a favor de Metlife en una decisión de un tribunal federal de distrito, el valor de las acciones de MetLife aumentó drásticamente.El 23 de enero de 2018, un panel de jueces del Tribunal de Apelaciones de los Estados Unidos desestimó la apelación después de que el Consejo de Supervisión de la Estabilidad Financiera desestimara la apelación a solicitud de la administración Trump.

#### Américas
La legislación del gobierno de los EE. UU. define el término utilidades del mercado financiero (UMF) para otras organizaciones que desempeñan un papel clave en los mercados financieros, como los sistemas de liquidación de las cámaras de compensación. Son entidades cuyo fracaso o interrupción podría amenazar la estabilidad del sistema financiero.

### Gestores de activos

#### Estados Unidos
Se prevé que el Consejo de Supervisión de la Estabilidad Financiera (FSOC, por sus siglas en inglés) acabe designando a determinados gestores de activos significativos como instituciones financieras de importancia sistémica no bancaria (SIFIs no bancarias). El FSOC solicitó recientemente a la Oficina de Investigación Financiera (OFR) del Departamento del Tesoro de EE. UU. que realizara un estudio que proporcionara datos y análisis sobre el sector de la gestión de activos.El estudio analizaba el sector y describía las posibles amenazas para la estabilidad financiera de Estados Unidos derivadas de las vulnerabilidades de los gestores de activos. El estudio sugería que las actividades del sector en su conjunto le confieren una importancia sistémica y pueden suponer un riesgo para la estabilidad financiera. Además, identificaba la magnitud de los activos gestionados por los principales agentes del sector. Esta solicitud de estudio es considerada por algunos como un primer paso del FSOC en la revisión de la industria y de los actores individuales para determinar cuáles son de importancia sistémica y una vez designadas como sistemáticamente importantes, estas entidades estarán sujetas a una supervisión adicional y a requisitos reglamentarios.
En 2013, la Oficina de Investigación Financiera del Departamento de Tesorería publicó su informe sobre Gestión de Activos y Estabilidad Financiera, la conclusión central fue que las actividades de la industria de gestión de activos en su conjunto la hacen sistémicamente importante y pueden representar un riesgo para la estabilidad financiera de EE. UU. Además, en 2014, el Consejo de Estabilidad Financiera y la Organización Internacional de Comisiones de Valores emitieron el Documento Consultivo que proponía metodologías para identificar fondos de inversión de importancia sistémica activos a nivel mundial. Ambos informes amplían la conclusión de que es probable que el Consejo de Supervisión de la Estabilidad Financiera de EE. UU. designe a algunos grandes administradores de activos estadounidenses como de importancia sistémica.